# 神田典城
神田 典城（かんだ のりしろ、1949年2月 - ）は、国文学者。学習院女子大学国際文化交流学部教授。専門は上代文学。

## 来歴
東京都出身。1973年、学習院大学文学部を卒業。1980年に学習院大学大学院人文科学研究科博士課程を退学し、学習院大学助手となり、その後1983年から学習院大学非常勤講師、1984年から学習院女子短期大学専任講師、1987年同助教授、1993年同教授、1998年学習院女子大学教授。2008年より同大学国際文化交流学部長兼国際文化交流学研究科委員長。2017年より同大学学長。

## 著書
- 『対照神代記紀』笠間書院、1988年
- 『古代出雲と死者の世界』大陸書房、1988年
- 『日本神話論考 出雲神話篇』笠間書院、1992年
- 『記紀風土記論考』新典社、2015

編著
- 『風土記の表現 記録から文学へ』編 笠間書院 2009

## 論文
- >神田典城